# Angela Cantelli Cavazza
Angela Cantelli Cavazza, citata dalle fonti anche come Angiola (Bologna, ... – ...; fl. XVII-XVIII secolo), è stata una pittrice italiana attiva nella seconda metà del XVII secolo in ambito bolognese.

## Biografia
Poco si sa della bolognese Angiola o Angela Cantelli.
Le prime informazioni biografiche sulla pittrice risalgono all'Aggiunta di Antonio Masini.
Caduta nell'oblio ma artista «di qualche grido» verso la fine del XVII secolo, stando alle fonti presumibilmente fu allieva di Elisabetta Sirani.
Dei suoi numerosi quadri Luigi Crespi segnala una Morte di Adone compianto da Venere sopra il carro, un Davide che mostra la fionda a Saul dopo l'uccisione di Golia e un Bagno di Diana col seguito delle Ninfe.
Sposò un Cavazza.
Non sono note sue opere esistenti.